# Philipp Bruch
Philipp Bruch (1781 - 1847) fue un farmacéutico y briólogo alemán nacido en Zweibrücken. Su padre, Johann Christian Bruch fue también un farmacéutico.
Al principio trabajó en una farmacia en Maguncia, y después estudió en Marburgo y París. Tras la muerte de su padre, heredó la farmacia del anciano Bruch en Zweibrücken a la edad de 21.
Bruch colaboró con Wilhelm Philippe Schimper (1808-1880) en la épica Bryologia europaea, una obra en seis volúmenes de la briología europea. Asimismo, describió una serie de especies de musgos del género Orthotrichum que recibió publicación válida (Bruch ex Brid.) del briólogo suizo Samuel Elisée Bridel-Brideri (1761–1828).
Bruch murió en su cumpleaños a la edad de 66 años.

## Honores

### Eponimia
Familia, y género
- Bruchiaceae Bruchia Schwägr.[1]

Especies
- (Cactaceae) Tephrocactus bruchiSpeg.[2]

- (Cactaceae) Echinopsis bruchii(Britton & Rose) A.Cast. & H.V.Lelong[3]

- La abreviatura «Bruch» se emplea para indicar a Philipp Bruch como autoridad en la descripción y clasificación científica de los vegetales.[4]